# Horní Loučky
Horní Loučky – wieś i gmina w Czechach, w powiecie Brno, w kraju południowomorawskim. Według danych z dnia 1 stycznia 2014 liczyła 298 mieszkańców.